# Лэнгли (гора, Калифорния)
Лэнгли (англ. Mount Langley) — горная вершина в массиве Сьерра-Невада в западном поясе Кордильер в Северной Америке.
Находится в Калифорнии, США, на территории национального парка Секвойя. Высота горы 4275 м над уровнем моря.
Первый зарегистрированное восхождение было совершено в 1864 году. Пик был назван в честь Сэмюэя Пирпонт Лэнгли.